# Simeon Šterev
Simeon Atanasov Šterev (bulharsky Симеон Атанасов Щерев; * 8. února 1969 Krasnovo, Bulharsko) je bulharský zápasník, volnostylař. V roce 1988 na olympijských hrách v Soulu vybojoval v kategorii do 62 kg bronzovou medaili. V roce 1981 vybojoval 1. v roce 1982 2., v roce 1983 a 1986 3. místo na mistrovství světa. V roce 1982, 1983 a 1984 se stal mistrem Evropy. V této váhové kategorii vybojoval na mistrovství Evropy ještě 2. místo v roce 1980 a 3. v roce 1981 a 1988. V roce 1986 vybojoval evropské stříbro a v roce 1985 a 1987 bronz v kategorii do 68 kg.